# Wilhelm Born (Sportler)
Wilhelm Heinrich Born (* 7. August 1881; † nach 1906) war ein deutscher Ringer und Tauzieher.
Wilhelm Born startete für den Athletik-Sportklub Germania Karlsruhe.
Er nahm an den inoffiziellen Weltmeisterschaften im griechisch-römischen Ringen teil und belegte den sechsten Platz.
Born nahm an den Olympischen Zwischenspielen 1906 in Athen an den Ringer- und Tauziehenwettbewerben teil. Während er im Ringen lediglich einen siebten Platz erreichte, gewann er im Tauziehen, zusammen mit Willy Dörr, Karl Kaltenbach, Joseph Krämer, Wilhelm Ritzenhoff, Heinrich Rondi, Heinrich Schneidereit und Julius Wagner, die Goldmedaille, Silber ging an Griechenland.